# Futuro Kings FC
Futuro Kings Fútbol Club w skrócie Futuro Kings FC – klub piłkarski z Gwinei Równikowej, grający w Primera División, mający siedzibę  w mieście Mongomo.

## Występy w afrykańskich pucharach
| Sezon     | Rozgrywki           | Runda   | Kraj              | Klub               | Dom | Wyjazd | Dwumecz      |
| --------- | ------------------- | ------- | ----------------- | ------------------ | --- | ------ | ------------ |
| 2020/2021 | Puchar Konfederacji | wstępna | Nigeria           | Rivers United FC   | 2–1 | 1–2    | 3–3 (k. 0–2) |
| 2021/2022 | Puchar Konfederacji | 1       | Południowa Afryka | Marumo Gallants FC | 2–1 | 0–3    | 2–4          |

## Stadion
Domowe mecze klub rozgrywa na stadionie o nazwie Estadio de Mongomo w Mongomo. Stadion może pomieścić 15250 widzów.

## Reprezentanci kraju grający w klubie
Stan na czerwiec 2023.
| - Joserra Akapo - Kike Boula - Viera Ellong - Igor Engonga - Miguel Eyama - Randy Iyanga - Niko Kata - Miguel Ángel Mayé - Diosdado Mbele - José Fabio Micha - Jean-Maxime Ndongo - Lolín Nkogo - Miguel Ángel Nzang - José Nze Nsue | - Pedro Oba - Juan Mbo Ondo - Felipe Ovono - José Manuel Ovono - Manuel Sapunga - Issa Hakizimana - Shasiri Nahimana - Éric Mbangossoum - Latif Mohammed - Bangali Keïta - Grégoire Nkama - Alphonse Tientcheu - Abdoul Aziz Hourba - Samuel Nlend |